# Lourdesgrot (Mariarade)
De Lourdesgrot is een Lourdesgrot en bedevaartsplaats in de wijk Mariarade van Hoensbroek in de Nederlands Zuid-Limburgse gemeente Heerlen. De grot staat aan de Op de Weijenberg, een zijstraat van de Hommerterweg, ten zuiden van de Heilig Hart van Jezuskerk. Naast de Lourdesgrot ligt een begraafplaats.
De grot is gewijd aan het Maria, specifiek aan Onze-Lieve-Vrouw van Lourdes.

## Geschiedenis
In 1929 werd in het Sacramentspark bij het klooster op initiatief van de Franciscaner paters Fortunatus en Clemens de Lourdesgrot gebouwd door buurtbewoners uit de wijk Mariarade. Het ontwerp van de grot was het ontwerp van mijnbouwingenieur L. Schlösser.
In de jaren 1930 reden er extra trams om de honderden bedevaartgangers naar het bedevaartsoord te brengen.
In 1954 werden met het 25-jarig jubileum van de Mariagrot zeven terracotta tableaus van Eugène Quanjel geplaatst.
In 1960 werd een groot deel van het Sacramentspark opgeofferd voor de bouw van de nieuwe Heilig Hart van Jezuskerk en de bijbehorende pastorie, maar de Mariagrot bleef behouden. In de jaren 1960 nam het aantal bedevaartganger sterk af en werden er geen bedevaarten meer naar de grot georganiseerd.

## Bouwwerk
Het bouwwerk is een replica van de grot van Massabielle bij de Franse stad Lourdes en is een nagebouwde grot die opgetrokken is in mergelsteen. Voor de grot zijn er banken opgesteld. Om bij de grot te komen moet men twee treden op die uitgevoerd zijn in baksteen en rechts van de grot is er een rond spreekgestoelte gemaakt. In de grot staat een hardstenen altaar en is er een nis gemaakt waarin het Mariabeeld van Onze-Lieve-Vrouw van Lourdes is geplaatst. Op de achterwand van de grot zijn er emaillen ex voto's opgehangen. Tussen de grot en het spreekgestoelte is een gevelsteen ingemetseld waarin een tekst gegraveerd is:

A.D. 1929
Ter Eere Van O.L. VROUW
door de geloovigen
P.FR. FORTUNATUS D.F.M. CONV.
P.FR. CLEMENS D.F.M. CONV.
L. SCHLOSSER ONTW.

Tegenover de grot zijn er zeven terracotta tableaus geplaatst van de hand van Eugène Quanjel die voorstellingen weergeven uit het leven van Maria.